# 東部海岸國家風景區
東部海岸國家風景區在1988年6月1日成立，綠島於1990年規畫進此風景區。此風景區北為花蓮溪口，最南為小野柳，東為海域20公尺等深線，以西為省道台11線向西第一道山稜線為界。重要的景點包含：花蓮沿東海岸南下至台東，沿途的蕃薯寮、石梯坪、秀姑巒溪泛舟、八仙洞、石雨傘、烏石鼻、三仙台、東河橋、水往上流、杉原海水浴場、小野柳等，及位於台東東方33公里處的綠島。

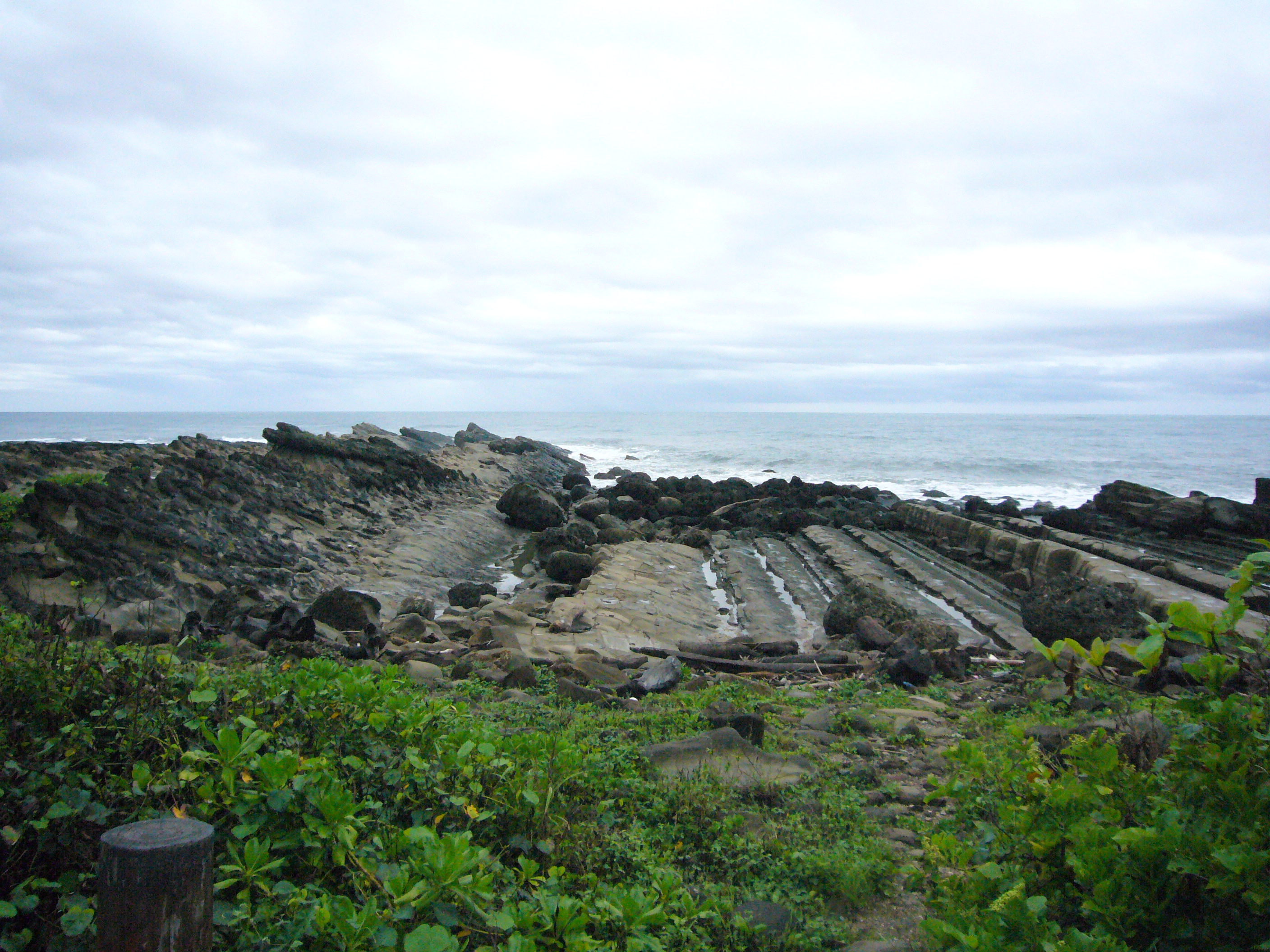
小野柳

## 背景
東部海岸的自然景觀受到板塊碰撞和海水侵蝕兩種力量影響。板塊作用的交接處約為花蓮外海往南至卑南溪口，碰撞作用造成抬升作用不斷隆升原來位在海平面左右的海蝕洞和海蝕平台，這類因波浪侵蝕而形成的景觀是台灣東部海岸的主要景觀。
位於瑞穗的泛舟服務中心提供遊客秀姑巒溪泛舟服務，泛舟的路線以瑞穗泛舟遊客中心為起點，終點在長虹橋。
此處有台灣史前文化：長濱文化的遺跡。長濱文化的發現地是在八仙洞，因為抬升作用，八仙洞留下了數個不同海拔高度的海蝕洞，宋文薰教授在此考古，發掘到了新石器時代的文化層和舊石器時代的文化層。這些海蝕洞間設有步道相連，遊客可沿步道經過靈岩洞、潮音洞、永安洞、海雷洞、乾元洞和崑崙洞，舊石器時代的文物是在潮音洞、海雷洞、乾元洞發現。
此風景區範圍內有許多阿美族部落，每年7-8月間是阿美族的豐年祭，部落族人會舉行3-7天的活動，並用小米酒和糯米酒來招待客人。
雖然有豐富的地理和人文景觀，但是位於東台灣的東部海岸地區也是夏天颱風季節首當其衝的區域，颱風對於交通、遊憩設施的破壞是此地觀光發展的挑戰。

## 景點

### 花蓮

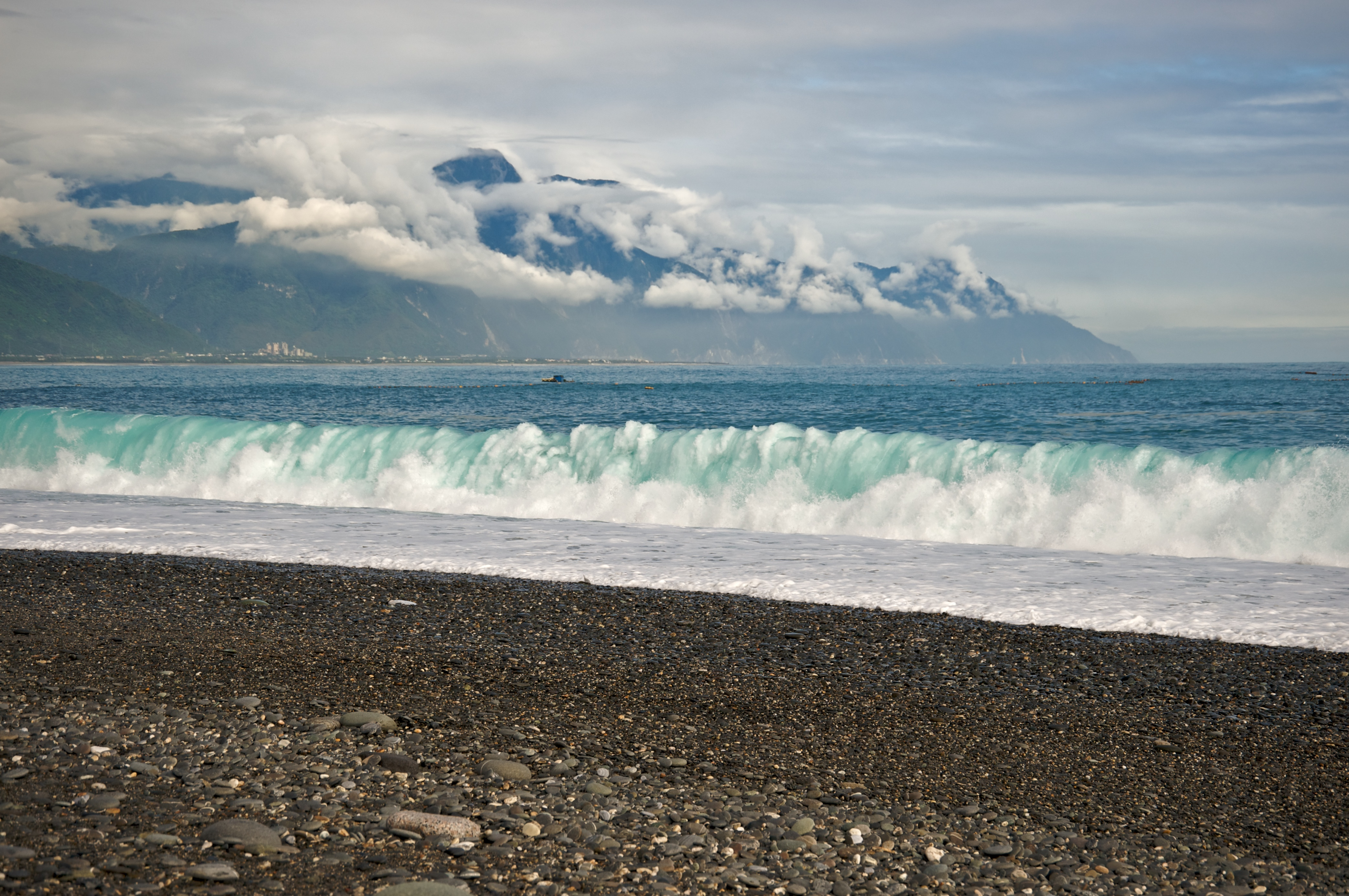
七星潭

- 北回歸線標碑
- 奇美村
- 瑞港公路
- 秀姑巒溪口
- 秀姑巒溪泛舟遊客中心
- 奚卜蘭島
- 港口村
- 月洞
- 石梯坪
- 石門
- 磯崎海濱遊憩區
- 芭崎眺望台
- 蕃薯寮
- 水璉
- 牛山
- 和南寺
- 花蓮遊客服務中心
- 秀姑巒溪
- 遠雄海洋公園

### 台東

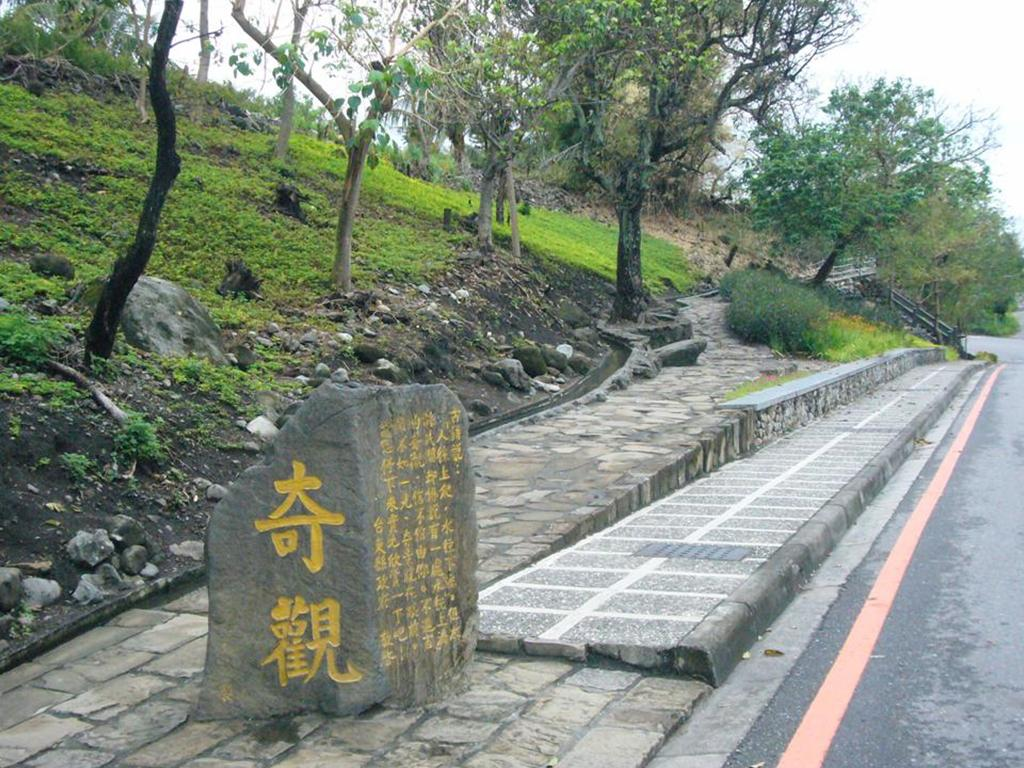
水往上流

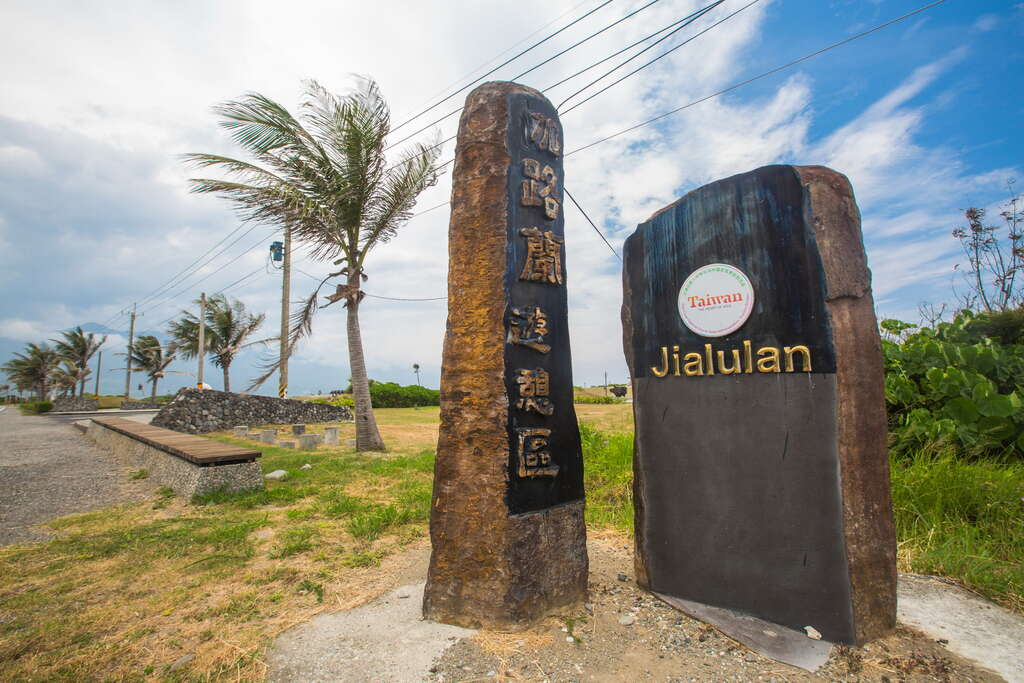
加路蘭遊憩區

- 富岡漁港
- 小野柳遊客中心
- 加路蘭遊憩區
- 杉原海水浴場
- 水往上流
- 月光小棧
- 都蘭山
- 都蘭村
- 金樽
- 東河橋遊憩區
- 東管處都歷處本部遊客中心
- 成功
- 三仙台遊客中心
- 石雨傘
- 烏石鼻
- 齒草橋
- 八仙洞
- 樟原

#### 綠島
- 睡美人、哈巴狗
- 柚仔湖
- 觀音洞、牛頭山
- 綠島人權文化園區
- 綠島燈塔
- 綠島遊客中心
- 綠島

## 外部連結
- 東部海岸國家風景區官方網站 （页面存档备份，存于）
- 東部海岸國家風景區-都歷遊客中心  交通部觀光局 （页面存档备份，存于）
- 東部海岸國家風景區-花蓮遊客中心  交通部觀光局 （页面存档备份，存于）
- 東海岸奇幻旅程  痞客邦 （页面存档备份，存于）
- 【Nga'ayho】你好，東海岸的Facebook專頁
- 交通部觀光局 東部海岸國家風景區在Flickr上的页面
- 【Nga'ayho】你好，東海岸的Instagram帳戶
- YouTube上的東部海岸國家風景管理處頻道